# Комишне (Варгашинський район)
Коми́шне (рос. Камышное) — присілок у складі Варгашинського району Курганської області, Росія. Входить до складу Варгашинської селищної ради.
Населення — 32 особи (2010, 52 у 2002).